# NGC 7580
NGC 7580 é uma galáxia espiral (S?) localizada na direcção da constelação de Pegasus. Possui uma declinação de +14° 00' 05" e uma ascensão recta de 23 horas, 17 minutos e 36,6 segundos.
A galáxia NGC 7580 foi descoberta em 25 de Setembro de 1886 por Lewis A. Swift.